# Plataforma per la Llengua
Die Plataforma per la Llengua (Plattform für Sprache) ist eine zivilgesellschaftliche Organisation, für die mehrere katalanische Intellektuelle und bekannte Persönlichkeiten bürgen. Sie vereinigt in sich eine große Anzahl an Körperschaften und Personen, die sich für die Anerkennung und Verbreitung der katalanischen Sprache einsetzen. Zu ihren Hauptaktivitäten zählen das Erstellen  soziolinguistischer Studien und eine kontinuierliche Überwachung der politischen und gesellschaftlichen Stellung des Katalanischen. Dies geschieht in Zusammenarbeit mit anderen Körperschaften, Stiftungen und öffentlichen Behörden. 
Die 1993 gegründete Organisation zählte Ende 2013 13.000 Mitglieder. In diesem Zeitraum hat sie für ihre Aktivitäten mehrere Auszeichnungen erhalten – wie etwa im Jahr 2008 den „Premi Nacional de Cultura“ (Kulturpreis) der katalanischen Landesregierung für ihr Engagement für die Verbreitung der katalanischen Sprache.